# Prusa
Prusa (en grec antic Προῦσα), generalment amb l'afegit de ἐπὶ o πρὸς τῷ Ὀλύμπῳ (Prusa prop Olympus o Prusa sota Olympus), per distingir-lo d'un altre lloc del mateix nom, era una ciutat de Mísia a la part nord de les muntanyes de l'Olimp, (actualment Ulu Dağ) situades en aquella regió.
Plini el Vell diu que la ciutat va ser construïda per Hanníbal quan era a Bitínia exiliat, però sens dubte la va construir el rei Prúsies I de Bitínia que li va donar el seu nom, fundació feta potser sota consell d'Hanníbal.
Estrabó diu que la va fundar un rei anomenat Prúsies que va fer la guerra contra Croesus (Cresus o Cresos) però no hi cap Cresos entre 230 i 150 aC quan van regnar els dos Prúsies (I i II) que eren els reis de Bitínia. Esteve de Bizanci substitueix Cresos per Cir (Cyrus) per igualment es presenta el mateix problema. Dió Crisòstom diu que era una ciutat "ni molt gran ni molt antiga".
Va ser una ciutat important sota els reis i després sota els romans, coneguda pels seus banys d'aigües calentes, que segons Ateneu de Nàucratis s'anomenaven "aigües reials". Durant l'Imperi Romà d'Orient va rebre continuats atacs dels otomans, diu Nicetes Coniata, fins que finalment va caure sota el seu poder. La van convertir en la seva capital a la que la van anomenar Brusa o Bursa.
La ciutat de Cios va portar també el nom de Prusa o Prúsies per un temps.